# Holly Smale
Holly Miranda Smale (Hertfordshire, 7 december 1981) is een Britse schrijfster. Ze is bekend van de Geek Girl-serie. Het eerste boek in de reeks won de Waterstones Children's Book Prize 2014 en stond op de shortlist voor de Roald Dahl Funny Prize 2013. Het laatste boek, Forever Geek, werd in maart 2017 uitgegeven door HarperCollins. Haar eerste roman voor volwassenen, The Cassandra Complex (VK) / Cassandra in Reverse (VS), werd in juni 2023 geselecteerd voor Reese's Book Club en werd ook gekozen voor de BBC Radio 2 Book Club.

## Biografie
Smale werd geboren in Hertfordshire, Engeland. Ze hield als kind al van lezen en schrijven, en heeft verklaard dat haar ervaringen met pesten tijdens haar jeugd de thema's hebben beïnvloed waarover ze schrijft. Op haar vijftiende werd ze ontdekt door een Londens modellenbureau en werkte twee jaar als model. In interviews heeft ze aangegeven dat ze hier weinig plezier aan beleefde.
Smale volgde onderwijs aan Dame Alice Owen's School en studeerde daarna aan de University of Bristol, waar ze een Bachelor of Arts in Engelse literatuur behaalde en een Master of Arts in Shakespeare-studies. Tijdens haar studietijd was ze plaatsvervangend hoofdredacteur van de studentenkrant Epigram. Ze heeft verschillende banen gehad, waaronder het geven van Engelse les in Japan, en heeft veel gereisd.
Op 39-jarige leeftijd ontdekte Smale dat ze autistisch is. Ze identificeert zichzelf als feministe.

### Geek Girl-serie
Oorspronkelijk bedoeld als trilogie, bestaat de Geek Girl-serie uiteindelijk uit zes boeken. De humoristische fictie volgt het leven van Harriet Manners, een nerdy vijftienjarig meisje dat het modellenwerk probeert als manier om zichzelf opnieuw uit te vinden. Nadat Smale zelf werd gediagnosticeerd met autisme en dyspraxie, heeft ze later aangegeven dat Harriet achteraf gezien ook beide aandoeningen heeft.
Het eerste boek, Geek Girl, werd goed ontvangen en was de bestverkochte debuut-teenage roman van 2013 in het Verenigd Koninkrijk. Het won de Waterstones' Children's Book Prize 2014 in de categorie jongvolwassenen en de Leeds Book Award 2014 voor de leeftijdscategorie 11–14. Het boek werd ook genomineerd voor onder meer de Roald Dahl Funny Prize 2013, de Queen of Teen Award 2014, en de Branford Boase Award 2014.

#### Boeken in de hoofdreeks
- 2013 – Geek Girl, in het Nederlands vertaald als: Geek Girl 1# (Knap anders!)
- 2013 – Model Misfit, in het Nederlands vertaald als: Geek Girl #2 - Blundert door
- 2014 – Picture Perfect, In het Nederlands vertaald als: Geek Girl #3 - Perfect plaatje
- 2015 – All That Glitters, in het Nederlands vertaald als: Geek Girl 4# Gouden bergen
- 2016 – Head Over Heels, in het Nederlands vertaald als: Geek Girl #5 - Bekent kleur
- 2017 – Forever Geek, in het Nederlands vertaald als: Geek Girl #6 - Voor altijd

Daarnaast schreef Smale voor Wereldboekendag 2015 een extra boekje getiteld Geek Drama, dat zich afspeelt tussen Model Misfit en Picture Perfect. Ook verschenen de specials All Wrapped Up (kerst, 2015; in het Nederlands uitgebracht als: Geek Girl pakt uit!) en Sunny Side Up (zomer, 2016), beide buiten de hoofdserie.
De serie werd bewerkt tot een televisieserie voor Netflix. De cast bestaat onder anderen uit Emily Carey als Harriet Manners, Sarah Parish en Daisy Jelley.

### The Valentines
In februari 2019 publiceerde Smale Happy Girl Lucky, het eerste deel van een nieuwe serie over drie zussen en een broer: The Valentines.

#### Boeken in de reeks
- 2019 – Happy Girl Lucky, in het Nederlands vertaald als: De Valentines - Licht, camera, liefde
- 2020 – Far From Perfect, In het Nederlands vertaald als: De Valentines. Alles behalve perfect
- 2021 – Love Me Not

### Het Cassandra Complex
The Cassandra Complex (in het Nederlands vertaald als: Het Cassandra Complex) is haar eerste roman voor volwassenen, met een autistische vrouw als hoofdpersoon. Het boek verscheen in mei 2023 in het Verenigd Koninkrijk. In de Verenigde Staten werd het boek onder de titel Cassandra in Reverse gepubliceerd. Het boek werd geselecteerd voor de BBC Radio 2 Book Club en Reese’s Book Club, de boekenclub van Reese Witherspoon (juni 2023), en was ook een keuze van de Aardvark Book Club.
- Bibsys: 1450443203926
- Bibliothèque nationale de France: cb16802298z (data)
- Gemeinsame Normdatei: 103867493X
- International Standard Name Identifier: 0000 0004 1831 7356
- Library of Congress Control Number: nb2013026708
- Nationale Bibliotheek van Letland: 000232271
- Nationale Bibliotheek van Tsjechië: xx0207462
- Nationale Bibliotheek van Israël: 987007405075905171
- Nederlandse Thesaurus van Auteursnamen: 356386406
- Istituto Centrale per il Catalogo Unico: ANAV224503
- Système universitaire de documentation: 183864859
- Virtual International Authority File: 305153052
- WorldCat: E39PBJfh7FRxYT4J9QHdpHC4v3